# Midi, gare centrale
Pour plus de détails, voir Fiche technique et Distribution.
Midi, gare centrale (titre original : Union Station) est un film américain réalisé par Rudolph Maté et sorti en 1950.

## Synopsis
La petite fille aveugle d'un riche industriel est enlevée. Une enquête est ouverte afin de retrouver les ravisseurs...

## Fiche technique
- Titre original : Union Station
- Réalisation : Rudolph Maté
- Scénario : Sydney Boehm d'après une histoire de Thomas Walsh
- Directeur de la photographie : Daniel L. Fapp
- Montage : Ellsworth Hoagland
- Musique : Heinz Roemheld (non crédité)
- Costumes : Mary Kay Dodson
- Production : Jules Schermer  Paramount
- Genre : Film dramatique, Film policier, Film noir
- Pays de production :  États-Unis
- Durée : 81 minutes
- Date de sortie :
  - États-Unis : 4 octobre 1950 (New York)
  - France : 7 décembre 1951 (Paris)
- Affiche : Boris Grinsson (France)

## Distribution
- William Holden (VF : Michel André) : Lt. William Calhoun
- Nancy Olson (VF : Raymonde Reynart) : Joyce Willecombe
- Barry Fitzgerald (VF : Jean Mauclair) : Ins. Donnelly
- Lyle Bettger (VF : Jean Martinelli) : Joe Beacom
- Jan Sterling (VF : Micheline Cevennes) : Marge Wrighter
- Allene Roberts (VF : Mona Dol) : Lorna Murchison
- Herbert Heyes (VF : Abel Jacquin) : Henry L. Murchison
- Don Dunning (VF : Paul Lalloz) : Gus Hadder
- Fred Graff (VF : Lucien Bryonne) : Vince Marley
- James Seay (VF : Georges Sellier) : Det. Eddie Shattuck
- Parley E. Baer (VF : Alfred Argus) : Det. Gottschalk
- Ralph Sanford (VF : Roger Till) : Det. Fay
- Richard Karlan (VF : Gabriel Sardet) : Det. George Stein
- Bigelow Sayre (VF : Pierre Morin) : Det. Ross
- Charles Dayton (VF : Lui-même) : Howard Kettner
- John Crawford : Hackett
- Byron Foulger : Horace